# Eubolepia anomalella
Eubolepia anomalella är en fjärilsart som beskrevs av William George Dietz 1910. Eubolepia anomalella ingår i släktet Eubolepia och familjen förnamalar. Inga underarter finns listade i Catalogue of Life.